# صديقي الأرنب
صديقي الأرنب مسلسل رسوم متحركة كندي مقتبس من سلسلة القصص المصورة التي نشرت عام 2002 يتكون من 26 حلقة عرض لأول مره في 4 أكتوبر 2007 واستمر عرضه حتى 4 أكتوبر 2008 تمت دبلجة المسلسل للغة العربية وعرض على قناة براعم .

## روابط خارجية
- صديقي الأرنب على موقع IMDb (الإنجليزية)
- صديقي الأرنب على موقع روتن توميتوز (الإنجليزية)
- صديقي الأرنب على موقع قاعدة بيانات الفيلم (الإنجليزية)
- My Friend Rabbit on Nickelodeon Canada
- My Friend Rabbit on Treehouse
- My Friend Rabbit on Qubo